# Гавернмент-Кемп (Орегон)
Гавернмент-Кемп (англ. Government Camp) — переписна місцевість (CDP) в США, в окрузі Клакамас штату Орегон. Населення — 179 осіб (2020).

## Географія
Гавернмент-Кемп розташований за координатами 45°18′8″ пн. ш. 121°45′9″ зх. д. / 45.30222° пн. ш. 121.75250° зх. д. (45.302227, -121.752581).  За даними Бюро перепису населення США в 2010 році переписна місцевість мала площу 1,94 км², уся площа — суходіл.

### Клімат
Місто знаходиться у зоні, котра характеризується середземноморським кліматом. Найтепліший місяць — липень із середньою температурою 14 °C (57.2 °F). Найхолодніший місяць — січень, із середньою температурою -1.2 °С (29.9 °F).
| Клімат Гавернмент-Кемпа | Клімат Гавернмент-Кемпа | Клімат Гавернмент-Кемпа | Клімат Гавернмент-Кемпа | Клімат Гавернмент-Кемпа | Клімат Гавернмент-Кемпа | Клімат Гавернмент-Кемпа | Клімат Гавернмент-Кемпа | Клімат Гавернмент-Кемпа | Клімат Гавернмент-Кемпа | Клімат Гавернмент-Кемпа | Клімат Гавернмент-Кемпа | Клімат Гавернмент-Кемпа | Клімат Гавернмент-Кемпа |
| Показник                | Січ.                    | Лют.                    | Бер.                    | Квіт.                   | Трав.                   | Черв.                   | Лип.                    | Серп.                   | Вер.                    | Жовт.                   | Лист.                   | Груд.                   | Рік                     |
| Абсолютний максимум, °C | 18,3                    | 20,6                    | 21,1                    | 26,7                    | 33,9                    | 33,3                    | 37,2                    | 40,6                    | 34,4                    | 28,3                    | 21,1                    | 22,8                    | 40,6                    |
| Середній максимум, °C   | 2                       | 3,6                     | 4,8                     | 7,3                     | 11,5                    | 15,2                    | 20,2                    | 20,2                    | 17,3                    | 11,9                    | 5,2                     | 2,4                     | 10,1                    |
| Середня температура, °C | −1,2                    | 0                       | 1                       | 3                       | 6,6                     | 9,9                     | 14                      | 14                      | 11,6                    | 7,1                     | 1,8                     | −0,7                    | 5,6                     |
| Середній мінімум, °C    | −4,4                    | −3,6                    | −2,8                    | −1,3                    | 1,6                     | 4,7                     | 7,8                     | 7,9                     | 5,8                     | 2,3                     | −1,5                    | −3,9                    | 1,1                     |
| Абсолютний мінімум, °C  | −22,2                   | −25                     | −17,2                   | −11,1                   | −7,8                    | −5                      | −1,7                    | 0                       | −5                      | −12,2                   | −20                     | −25,6                   | −25,6                   |
| Норма опадів, мм        | 335                     | 244                     | 231                     | 185                     | 136                     | 99                      | 27                      | 41                      | 89                      | 179                     | 309                     | 351                     | 2226                    |
| Днів з опадами          | 20                      | 17                      | 19                      | 18                      | 15                      | 11                      | 5                       | 6                       | 8                       | 13                      | 19                      | 20                      | 171                     |
| Днів зі снігом          | 9,9                     | 8,8                     | 8,9                     | 6,4                     | 2,3                     | 0,3                     | 0                       | 0                       | 0,1                     | 1,6                     | 8                       | 11,5                    | 57,8                    |
| ----------------------- | ----------------------- | ----------------------- | ----------------------- | ----------------------- | ----------------------- | ----------------------- | ----------------------- | ----------------------- | ----------------------- | ----------------------- | ----------------------- | ----------------------- | ----------------------- |
| Джерело: Weatherbase    |                         |                         |                         |                         |                         |                         |                         |                         |                         |                         |                         |                         |                         |

## Демографія
Згідно з переписом 2010 року, у переписній місцевості мешкали 193 особи в 102 домогосподарствах у складі 42 родин. Густота населення становила 100 осіб/км².  Було 630 помешкань (325/км²).
Расовий склад населення:
| - 94,8 % — білих - 1,0 % — корінних американців - 0,5 % — азіатів - 3,1 % — осіб інших рас |

До двох чи більше рас належало 0,5 %. Частка іспаномовних становила 5,7 % від усіх жителів.
За віковим діапазоном населення розподілялося таким чином: 14,0 % — особи молодші 18 років, 75,1 % — особи у віці 18—64 років, 10,9 % — особи у віці 65 років та старші. Медіана віку мешканця становила 44,2 року. На 100 осіб жіночої статі у переписній місцевості припадало 141,2 чоловіків;  на 100 жінок у віці від 18 років та старших — 147,8 чоловіків також старших 18 років.
Цивільне працевлаштоване населення становило 43 особи. Основні галузі зайнятості: публічна адміністрація — 32,6 %, науковці, спеціалісти, менеджери — 30,2 %, роздрібна торгівля — 18,6 %, будівництво — 18,6 %.